# リオネル・ジョスパン
リオネル・ジョスパン（Lionel Jospin, 1937年7月12日 - ）は、フランスの官僚、経済学者、政治家。
フランス社会党第一書記、ジャック・シラク政権で16代目フランス首相を歴任した。

## 来歴

### 生い立ち
1937年7月12日にフランスのパリ近郊にあるムードンに生まれる。
生家はプロテスタントを信仰する家庭であった。
1965年にフランス国立行政学院(ENA)を卒業し、フランス外務省に勤めた後、パリ第11大学の経済学教授になる。
1971年にフランス社会党に入党する。

### 政治家への転身と大統領選挙
1981年6月に国会議員に初当選。同年から1988年までフランス社会党第一書記を務める。
フランソワ・ミッテラン政権では1988年から1992年まで教育大臣を務めた。
1995年に再びフランス社会党第一書記に就任し、同年5月の大統領選挙にフランス社会党候補として立候補するが、ジャック・シラクに僅差で敗北した。

### 16代目フランス首相
1997年6月の総選挙でフランス社会党を中心とする左翼勢力が勝利し、左翼連合政権のフランス首相に就任する。「多元的左翼」路線を掲げて、当時同じく政権にあった他の社会民主主義政権(イギリス労働党のトニー・ブレアの第三の道路線やドイツ社会民主党のゲアハルト・シュレーダーの新中道路線など)とは一線を画した政策を行なった。
ジョスパンは学者出身らしく実直な堅物というイメージの人物であり、大衆的な人気は求めづらい人物であったが、それがかえってフランス国民に受けた。
またフランス首相時代には組閣にあたって「五月革命」の中心となった「1968年世代」を積極的に登用し、その中にはジャック・ラング、ベルナール・クシュネル、マルティーヌ・オブリー（ジャック・ドロールの娘）、エリザベート・ギグー、ドミニク・ストロス＝カーン、ドミニク・ヴォワネ、クリスチャン・ソテールなどがいる。清新な内閣を目指し、フランス首相経験者のミシェル・ロカールとローラン・ファビウスら党内実力者を人事から完全に排除することに成功している。こうして第3次コアビタシオンとしてのジョスパン内閣が成立したが、この内閣の実績としては国内外から実現不可能とされてきた週35時間労働法の成立施行・市民連帯協定（PACS）の実現などが上げられる。

### 2度目の大統領選挙
2002年6月に再度2002年フランス大統領選挙に立つが、左翼候補の乱立のために第1回投票でジャック・シラクとジャン＝マリー・ルペンに敗れて政界引退を宣言した（得票率は上位よりシラク19.71パーセント・ルペン16.86パーセント・ジョスパン16.12パーセント）。
この結果選挙はシラク（保守）対ルペン（極右）という前代未聞の右同士の直接対決となった。
事前の世論調査ではシラク候補とジョスパン候補の支持率はほぼ互角であったことを顧み、敗北の結果は「落雷にあったようなもの」と表した上で、極右政党候補者（ルペン候補）が20パーセントの支持（実際は16.86パーセント）を受けて第2回投票に向かうということは、フランスとフランスの民主主義にとって由々しき事態であると語った。この後5年間の政府への奉仕の結果が「第1回投票敗退」だったことに落胆を示した。そしてこの情勢を可能にした右派の扇動策と左派の分散を受け、ジョスパンはこの大統領選挙の終了後に政界から引退することによってこの敗北の責任と結果を一身に負うことを表明した。また「その日までは首相としての職責を粛々と全うする」とも述べている。最後に遺憾と感謝の意を支持者に表し、5年間全力で尽くしてきたフランス国民に対しては敬意を表したうえで、社会党員と左派に対して「フランスの将来のために、次のフランス国民議会選挙に向けて今から行動を起こしていかなければならない」と諭した。

### その後
2005年頃から著書を発表するなど活動を活発化させ、2007年フランス大統領選挙に向けてフランス社会党が候補者に決め手を欠く中で様々な憶測を呼んできた。また、世論調査でも常に2007年の大統領選挙の候補として一定の支持を得てきた。しかし、左派の大統領候補としてセゴレーヌ・ロワイヤルが台頭すると2006年6月にジョスパンはTF1の放送に出演して「状況が整えば出馬する準備はある」と語り、続く8月の社会党夏季セミナーでは引退後初の公式演説をし、出馬宣言を期待されたが、ロワイヤル候補の批判と自らの首相時代の実績をアピールするにとどめた。左派系の候補としては最後までロワイヤル候補に次ぐ支持を得てきたものの、保守系の候補としてニコラ・サルコジが有力化する中結局ロワイヤル候補で一本化する流れが左派の大勢となり、ジョスパンは出馬を断念、9月29日に立候補しないことを表明した。

## エピソード
第36回セザール賞の脚本賞に輝いた2010年のフランス映画『戦争より愛のカンケイ』に本人役で出演。劇中で「今どき私の支持者なんて珍しい」といった自虐的な台詞を述べている。
2002年に92歳で尊厳死を選んだ母ミレイユの最期の日々を、妹で作家のノエル・シャトレが綴った小説『最期の教え』が出版されている。また、同作を原案とした映画『92歳のパリジェンヌ』（監督はパスカル・プザドゥー）が2015年に公開されている。